# Église Saint-Denis d'Aillières
Pour les articles homonymes, voir Église Saint-Denis.
L'église Saint-Denis d'Aillières est une église catholique située à Aillières-Beauvoir, en France.

## Localisation
L'église est située dans le département français de la Sarthe, dans le bourg d'Aillières-Beauvoir.

## Architecture
La piscine du XVIe siècle dans la chapelle nord est inscrite au titre des monuments historiques depuis le 19 mai 1927.